# My Best Friends
My Best Friends is een Nederlands televisieprogramma dat sinds 3 april 2007 wordt uitgezonden door de Nederlandse televisiezender Veronica. Het programma wordt om de beurt gepresenteerd door Lange Frans en Karlein Nolet.

## Format
Eén persoon mag met zijn vier beste vrienden op reis. Hiervoor moet wel eerst de vriendschap op de proef worden gesteld.